# Proranus infractus
Proranus infractus är en insektsart som beskrevs av Kramer 1966. Proranus infractus ingår i släktet Proranus och familjen dvärgstritar. Inga underarter finns listade i Catalogue of Life.